# Paléphatos

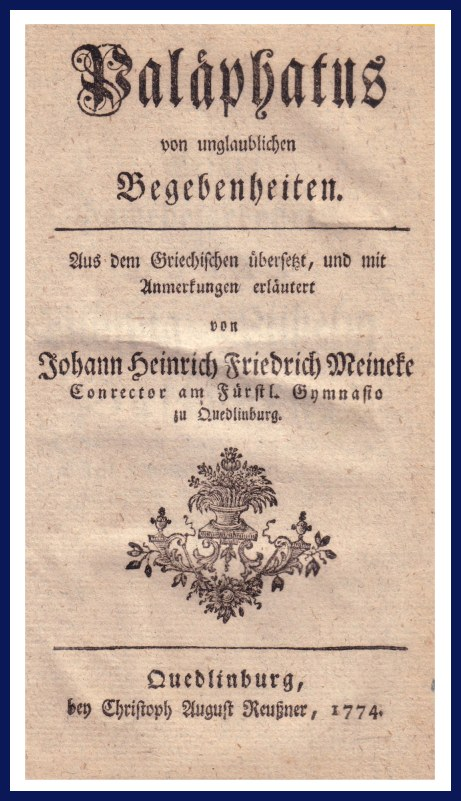
Page-titre d'une édition allemande des Histoires incroyables, Augustus Meineke, 1774.

Paléphatos ou Palaïphatos (en grec ancien Παλαίφατος / Palaíphatos ; en latin Palaephatus), est un auteur grec du IVe ou IIIe siècle av. J.-C.

## Biographie
Quelques auteurs antiques ou médiévaux l'évoquent. Il a vécu vers la deuxième moitié du IVe siècle av. J.-C. ; Paléphatos cite dans son introduction à son ouvrage les noms de Mélissos, politicien, amiral et philosophe du Ve siècle av. J.-C. et de Lamiscos de Samos, disciple d'Archytas de Tarente ; par ailleurs, Platon semble avoir participé à sa libération vers -360,. Les historiens s'accordent généralement pour en faire un disciple d'Aristote, ce qui le situe dans la seconde moitié du IVe siècle av. J.-C..
Plusieurs personnages homonymes ont existé à la même époque selon l'encyclopédie byzantine Souda, compilée vers le Xe siècle : Paléphatos d'Athènes, de Paros, de Priène ou d'Abydos (Égypte). Il est possible qu'il s'agisse d'une seule et même personne, qui aurait reçu ces différents qualificatifs au cours de ses voyages. Si on associe plus particulièrement l'œuvre à Paléphatos d'Athènes, le nom de « Palaiphatos » ne peut être en fait qu'un surnom pour écrire discrètement, comme nous le rappelle la mise à mort évitée de justesse à Athènes pour impiété du philosophe Anaxagore au Ve siècle av. J.-C. qui s'est opposé aux vues dominantes de l'époque. Le nom peut se lire aussi comme ce qu'on peut dire des choses d'autrefois en décomposant ainsi πάλαι / pálai qui signifie autrefois et φατός / phatόs, qui a le sens de ce qu'on  peut en dire.

## Œuvre
Les Histoires incroyables sont le seul ouvrage qu'on lui connaisse (et auquel dans l'usage on confond avec le nom de l'auteur même), même si cela n'exclut pas l'existence d'autre, ou bien que le texte que nous avons aujourd'hui ne soit qu'un résumé hâtif d'un texte plus élaboré : en effet, le style d'écrit fait dire au traducteur Ugo Bratelli que l'auteur ne sait pas écrire : « Sa prose, tordue, pullule de répétitions, fourmille d'impropriétés. » Les différentes Histoires qui nous sont parvenues sont au nombre de 52. Elles se présentent suivant des textes assez irrégulièrement courts, de quelques lignes à quelques paragraphes. Les sept dernières sont considérées être d'une autre main plus tardive, d'auteurs non identifiés ; elles diffèrent et par leur style, et par leur forme et racontent les mythes tels que la tradition les rapporte alors que chacune des autres adopte presque de façon immuable une structure similaire : l'auteur résume succinctement un mythe connu puis le rejette comme absurde et propose son interprétation rationnelle ayant conduit à former le mythe, c'est-à-dire l'évènement historique déformé par la suite vers l'incroyable par les poètes et le langage commun grec.
Voyez par exemple le texte à propos des Centaures :

« On dit des Centaures que c'étaient des bêtes qui avaient tout du cheval, à l'exception de la tête et de la partie antérieure du corps, qui étaient celles d'un humain.
Si quelqu'un croit qu'il a pu exister une bête de ce genre, il croit à l'impossible. De fait, la nature du cheval et celle de l'homme ne s'accordent pas sur d'autres points ; leur type d'alimentation n'est pas non plus le même ; la nourriture du cheval ne pourrait pas passer dans la bouche de l'homme, ni à travers sa gorge. Et puis, si une telle créature avait autrefois existé, elle existerait aussi aujourd'hui. (…) »

Paléphatos livre ensuite une explication qui se veut raisonnable du mythe mêlée de références historisantes :

« (…) Quelques jeunes gens, qui habitaient au pied de la montagne, en un village appelé Nuée, eurent l'idée d'accoutumer leurs chevaux à la présence d'un cavalier (car autrefois les hommes ne savaient pas monter à cheval, ils utilisaient uniquement les chars).
Ainsi, à cheval, ils se dirigeaient vers l'endroit où les taureaux étaient assemblés (…) et frappaient les bêtes de leurs flèches. Et quand les taureaux les poursuivaient, les jeunes fuyaient, car les chevaux couraient plus vite que les taureaux ; et quand ces derniers s'arrêtaient, revenant en arrière, ils décochaient leurs flèches sur eux ; c'est ainsi qu'ils les tuèrent.
D'où leur nom de Centaures, car ils perçaient les taureaux avec des flèches (…) ils faisaient la guerre ; à la nuit tombée, ils descendaient dans la vallée, et tendaient leurs embuscades ; à l'aube, après avoir tout saccagé et incendié, ils revenaient dans les montagnes.
Qui les voyait procéder ainsi, de loin et de dos, n'apercevait que l'échine du cheval, sans la tête, et le reste de l'homme, sans les jambes. A ce spectacle singulier on disait  : "Les Centaures de Nuée nous attaquent." (…) »

Puis l'auteur conclut en résumant l'évolution des faits réels qu'il vient de citer, ont conduit avec le temps à construire un mythe :

« (…) De cette image et de ce récit a été formé le mythe, dans ce qu'il a d'incroyable, à savoir que d'une nuée fut engendré, sur une montagne, un homme-cheval. »

— (trad. Ugo Bratelli)
Ainsi, les Centaures n'étaient que de simples cavaliers (no 1). Il en est également des Amazones qui sont dites n'être que des hommes qui se laissaient pousser les cheveux (no 32), ou les chevaux de Diomède qui ne mangeaient pas les hommes mais ce dernier de par sa passion dévorante pour ces animaux vendit toutes ses richesses qui le faisait un homme (no 7) ; Cycnos n'était pas invincible mais n'avait jamais été blessé et vaincu avant sa mort au combat (no 11) ; les Hespérides ne gardaient pas un jardin de Pommes d'or mais plutôt des moutons (no 18) ; Dédale n'a pas sculpté des statues qui marchaient toutes seules, mais fut le premier a séparer leurs jambes en les disposant l'une devant l'autre donnant l'impression de la marche (no 21) ; le monstre marin Céto n'est qu'un roi qui soumettait les villes à un tribut en nature alors que l'argent n'existait pas encore, et à ceux qui s'y refusaient, il les attaquait avec sa flotte (no 37) ; Le Sphinx est une Amazone (en grec ancien le mot sphinx est féminin) portant ce nom et  faisait la guerre à Cadmos en lui tendant des pièges que les locaux nommaient des énigmes (no 4), etc.
Paléphatos de cette manière part de faits qu'il juge réels, et bien que dépourvu d'argument ou de preuve confortant sa lecture historique comme le ferait un historien, conduit à expliquer la formation du mythe par la confusion du nom d'un personnage réel avec un personnage fantastique mythologique, ou par l'ambiguïté sémantique des mots grecs (comme le mot μῆλον / mèlon signifiant à la fois curieusement pomme et mouton) ou par la lecture devenue littérale d'expressions grecques originellement citées au sens plus large. C'est aussi le décalage historique d'une invention dont l'aspect révolutionnaire à son apparition suscita l'émerveillement mais dont seulement ce dernier se transmit dans les mythes alors que la technique est devenue et perçue commune plus tard et à l'époque de l'auteur de surcroit [Quoi ?].
Ce genre de démarche rationalisante peut être reliée à une tradition plus ancienne remontant au moins aux sophistes du Ve siècle. On peut aussi la rapprocher de l'évhémérisme (IIIe siècle). Certaines histoires sont bien vues, d'autres sont tirées par les cheveux et ne sont pas exemptes de contradiction entre elles.
Il existe d'autres textes d'autres auteurs associés souvent à celui de Paléphatos et qui s'inscrivent dans une grande similarité de textes courts sur les choses incroyables et rationalisant aussi les mythes(mais dont le contenu demeure différent) :
- Celui d'Héraclite le Paradoxographe (en), dont l'ouvrage est aussi nommé en grec Περὶ ἀπίστων / Perì apístôn ayant 39 textes ((grc)Édition de Nicolas Festa en 1894, p. 73-87 (133-147)),
- De Incredibilibus (Excerpta Vaticana), expression latine de même sens que Περὶ ἀπίστων, recueil dont l'auteur est inconnu, venant d'un parchemin du Vatican de 23 entrées ((grc)Édition de Nicolas Festa en 1894, p. 88-99 (148-159)).

### Listes des thèmes abordés dans les textes d'Histoires incroyables
Les sept dernières entrées sont pensées être un ajout tardif d'autres auteurs non identifiés et sont d'un style de rupture avec les précédentes.
1. Les Centaures
2. Pasiphaé
3. Les Spartoi
4. Le Sphinx de la Cadmée
5. Le renard de Teumessos
6. Actéon
7. Les chevaux de Diomède
8. Niobé
9. Lyncée
10. Cénée (Cænéis)
11. Cycnos
12. Dédale et Icare
13. Atalante et Mélanion
14. Callisto
15. Europe
16. Le Cheval de bois
17. Éole
18. Les Hespérides
19. Cottos et Briarée
20. Scylla
21. Dédale
22. Phinée
23. Mestra
24. Géryon
25. Glaucos de Sisyphe
26. Glaucos de Minos
27. Glaucos de la mer
28. Bellérophon
29. Les chevaux de Pélops
30. Phrixos et Hellê
31. Les filles de Phorcys
32. Les Amazones
33. Orphée
34. Pandore
35. La race des frênes
36. Héraclès
37. Céto
38. L'Hydre
39. Cerbère
40. Alceste
41. Zéthos et Amphion
42. Io
43. Médée
44. Omphale
45. La corne d'Amalthée
46. (L'histoire de Hyacinthos)
47. (L'histoire de Marsyas)
48. (Phaon)
49. (L'histoire de Ladon)
50. (Héra)
51. (Orion)
52. (Phaéton)